# Dorfwelver

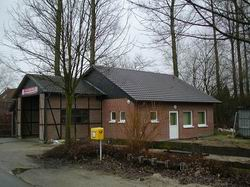
Feuerwehrhaus Dorfwelver

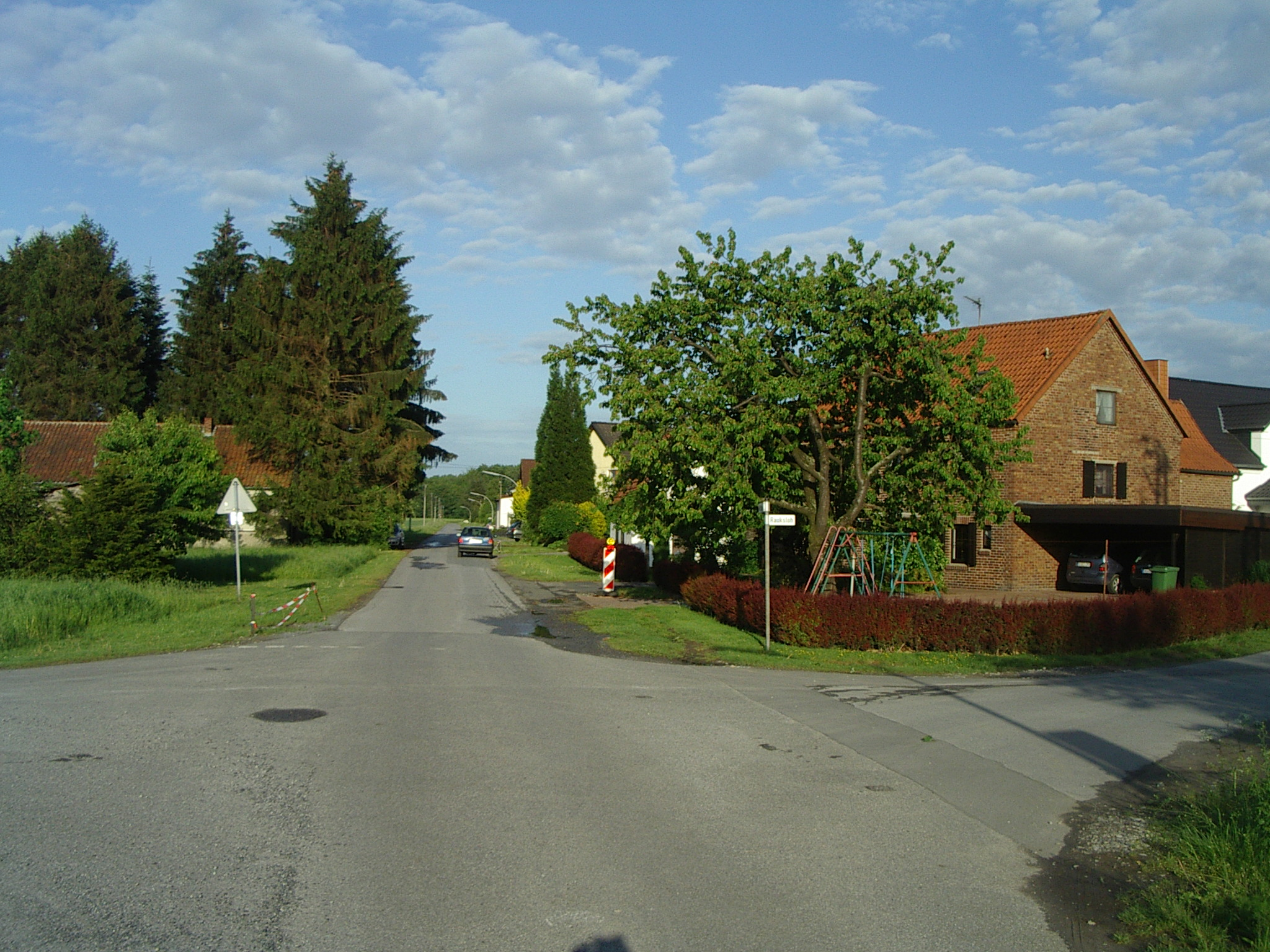
Dorfmittelpunkt

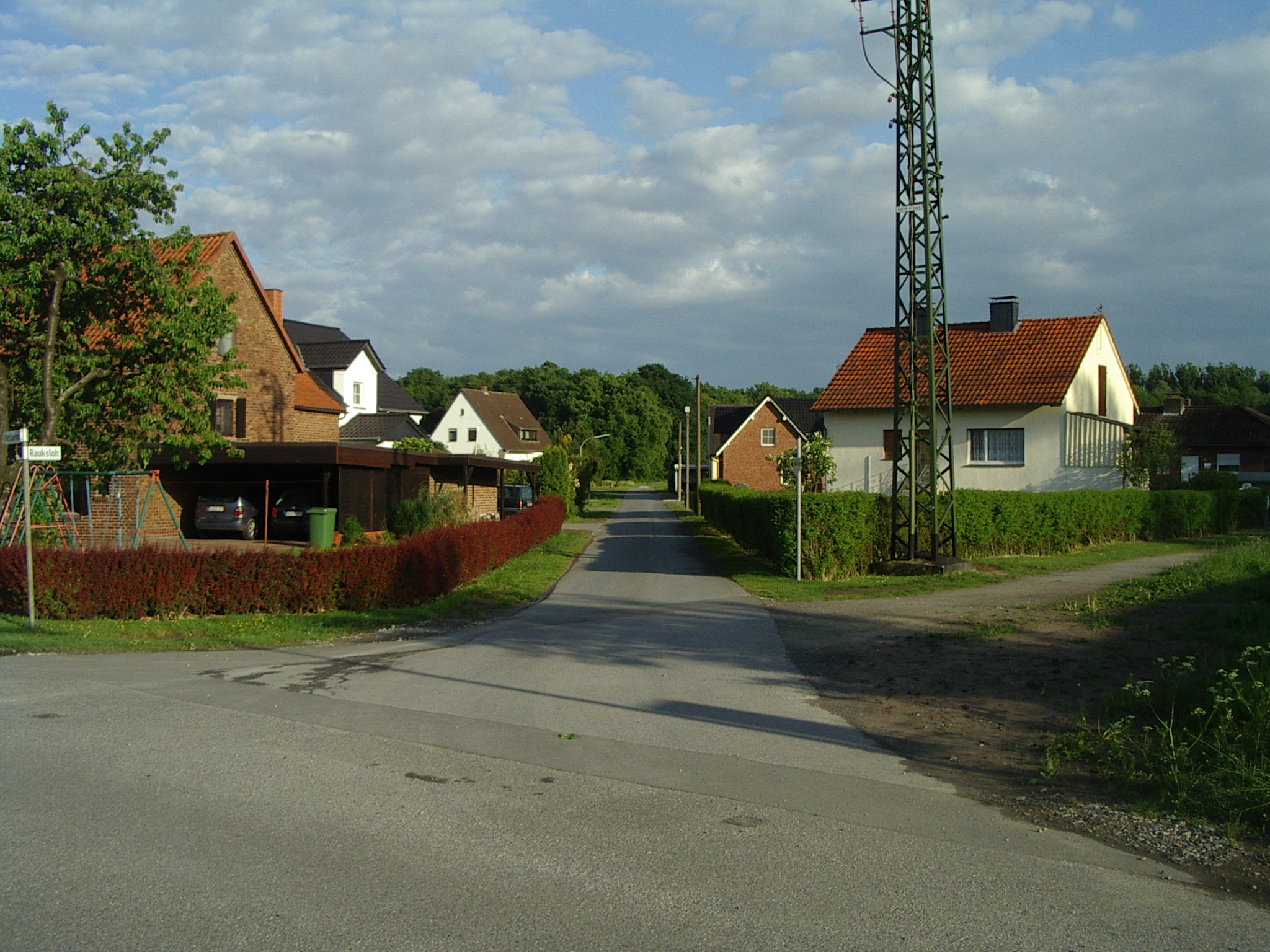
Dorfmittelpunkt mit Blickrichtung Buchenwald

Dorfwelver ist ein Ortsteil der Gemeinde Welver im Kreis Soest in Nordrhein-Westfalen mit 205 Einwohnern (Stand 31. Dezember 2024).

## Geografie
Dorfwelver liegt etwa zwei Kilometer nördlich von Welver. Dorfwelvers Grenzen liegen entlang der Ahse, der Lake und dem Salzbach, der im späteren Verlauf in die Ahse fließt. Die Nachbardörfer sind im Uhrzeigersinn im Norden beginnend Dinker, Nateln, Recklingsen, Kirchwelver, Illingen, Süddinker und Norddinker (letzte beide zu Hamm). Die Landschaft ist geprägt von Ackerbau und Wald.

## Geschichte
Die Namensähnlichkeit mit Welver kam offensichtlich nicht rein zufällig zustande. Vermutlich hat Dorfwelver seinen Namen ebenfalls der Welvereburg zu verdanken, die, im Bereich von Kirchwelver gelegen, den Ursprung der Besiedlung des ganzen Raumes bildete. Um eine klare Unterscheidung zum Kirchenbereich zu ermöglichen, nannten die Bewohner die Ansiedlung auf der anderen Seite des Waldes eben Dorfwelver. So verband die beiden Nachbarn bereits in früheren Jahrhunderten der gleiche Namensursprung.
Im Jahre 1328 hatte die Stadt Soest die Freigrafschaft Rüdenberg, zu der auch das Kirchspiel Dinker gehörte, erworben. Damit stand Soest das Recht der bürgerlichen Gerichtsbarkeit und der kirchlichen Aufsicht zu. Die Ritter des Dorfes wollten sich den neuen Herren allerdings nicht fügen. Um 1440 wurde Haus Galen zerstört, vermutlich ist auch der Rittersitz Bockhövel, der zwischen den Flüssen Lake und Ahse gelegen war, auf diese Weise zerstört worden. Während Bockhövel und Galen bereits im 15. Jahrhundert zerstört wurden, überlebte Haus Matena die Wirren der Geschichte relativ unbeschadet. Mitte der 60er Jahre wurde der folgenschwere Beschluss gefasst, die umfangreiche Anlage abzureißen. Heute sind nur noch die Gräfte und der Baumbestand erhalten. In früheren Jahrhunderten wurde die Wasserkraft benutzt, um Mühlen zu betreiben. Während die Schwannemühle zu Dinker gehört, lag die Kortemühle am Salzbach auf Dorfwelveraner Gebiet. Die 1252 erstmals urkundlich erwähnte Mühle, die sich eine Stauhöhe von 3,10 Meter zu Nutze machte, war lange Zeit dem Kloster Welver angeschlossen. Hier wurde nicht nur Getreide gemahlen, mit der Wasserkraft wurde auch eine Sägemühle betrieben. 1965 stellte die Mühle den Betrieb ein. Zur Vorbereitung der inzwischen abgeschlossenen Salzbachregulierung wurde das Wasserrecht verkauft. Dorfwelver war bis 1969 eine eigenständige Gemeinde und wurde aufgrund der kommunalen Neuordnung in Nordrhein-Westfalen am 1. Juli 1969 in die Gemeinde Welver eingegliedert. Vor etwa 30 Jahren ist das Adelshaus Haus Matena abgerissen worden. Dieses gab Dorfwelver seinen ursprünglichen Namen, zu Matena. Im August 1991 brannte die über die Gemeindegrenzen hinaus bekannte Gaststätte Zum Strohdach ab.

### Religionen
Die Mehrheit der Bewohner des Ortes ist evangelisch. Sie gehören zur Kirchengemeinde Dinker. Die Katholiken gehören zur katholischen Kirchengemeinde Welver.

## Politik

### Ortsvorsteher
Ortsvorsteher ist Sebastian Schütz (parteilos)
Ehemalige Ortsvorsteher:
- Rolf Wagener (SPD)
- Gabriele Schröder (CDU)
- Heinz Kegel (SPD)
- Hubert Damberg (CDU)
- Karl Vogelsang (SPD)

## Kultur und Sehenswürdigkeiten

### Sport
Durch Dorfwelver führen ungefähr 2,75 km der Marathon-Route Welver.
Des Weiteren ist der dorfwelveraner Spielplatz Startpunkt für viele sportliche Aktivitäten wie Walken, Nordic Walking oder Joggen in die umliegenden Wald- und Feldwege.

### Regelmäßige Veranstaltungen
Jedes Jahr finden in dem Ort abwechselnd ein Dorffest und der traditionelle Schnadegang statt. Zudem veranstaltet die ortsansässige Freiwillige Feuerwehr jeweils am 1. Wochenende im Oktober den traditionellen Wurstverkauf von Hausmacherwurst.

### Vereinsleben
- Schützenverein Dinker-Nateln-Dorfwelver
- Freiwillige Feuerwehr Dorfwelver

### Medien
Auflagenstärkste Zeitung in Dorfwelver ist der Soester Anzeiger mit Lokalteil Welver und Hamm.
Daneben gab es bis 2009 die Westfalenpost.

#### Mediale Wahrnehmung
Dorfwelver war Blickpunkt der Bildzeitung, als im Sommer 2006 eine Anakonda eines Bürgers aus dem Nachbardorf Dinker in Dorfwelver entfloh und sich über ein halbes Jahr lang in den hiesigen Wäldern verborgen hielt, bis sie im Januar 2007 endlich gefunden wurde. Am 23. Juli 2007 war Dorfwelver Mittelpunkt der Reportage Mittendrin in der Sendung Lokalzeit des Westdeutschen Rundfunks.